# Helena Jansson
Pour les articles homonymes, voir Jansson.
Helena Jansson (née le 28 août 1985) est une orienteuse suédoise de Haut Niveau. 

## Palmarès

### Championnats du monde
en sprint
- Médaille d'or en 2009
- Médaille d'argent en 2010 et 2011
- Médaille de bronze en 2008

### Jeux mondiaux
- Médaille d'or en 2017 à Wrocław (Pologne) en catégorie Moyenne distance

### Championnats d'Europe
en sprint
- Médaille d'or en 2010
- Médaille de bronze en 2008